# Hammoon
Hammoon es un pequeño pueblo y parroquia civil en el condado inglés de Dorset, ubicado en una terraza aluvial cerca del río Stour, aproximadamente a 2 millas (3,2 km) al este del pueblo de Sturminster Newton. Su nombre proviene del anglosajón ham, que significa morada, y el apellido del señor de la mansión normando ('de Moion' o 'Mohun'). En 2001 la parroquia tenía 19 hogares y una población de 49 habitantes. en 2013 la población estimada de la parroquia eran 40 habitantes.

## Historia
En 1086, en el libro Domesday, Hammoon estaba registrado como Hame; tenía 15 hogares, 4 carucates (unidad de área medieval inglés) y 50 acres (20,2 ha) de prado. Estaba en el hundred de Newton y el teniente feudal era William de Mohun.
La iglesia parroquial de la Iglesia de Inglaterra de St Paul data probablemente de finales del siglo XII o principios del XIII, aunque sólo la pared del norte de la nave es original. El primer edificio era de aproximadamente 12 pies (3.7 m) de ancho, y a mediados del siglo XIII el presbiterio y la pared del sur de la nave fueron reconstruidas a una planta ligeramente más grande; es posible que la pared norte de la nave también haya sido reconstruida entonces, pero el trabajo no fue completado. Ventanas nuevas fueron instaladas en la pared norte en el siglo XV. La pared oeste de la nave fue reconstruida en 1885, extendiendo el edificio hacia el oeste. La parroquia fue el primer beneficio del académico y clérigo Humphrey Gower (1638–1711), quién luego se convirtió en Maestro de Jesus College, Cambridge y posteriormente de St. John's College, Cambridge.

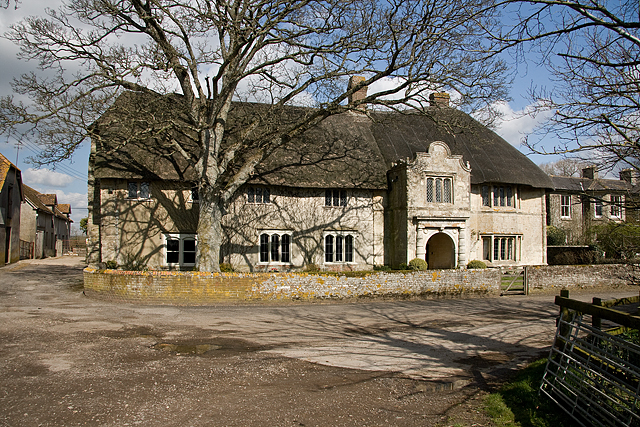
La casa señorial

Cerca de St. Paul está la casa solariega, construida con tejado de paja y parteluces, la cual data del siglo XVI y qué sir Frederick Treves describió  en 1906 como "la más pintoresca de su clase". Tiene una planta en forma de L y ha tenido muchos cambios desde su primera construcción, incluyendo la adición de un porche clásico alrededor de 1600. Según Pevsner, en general el edificio tiene "un aire [...] de inocencia sencilla bajo su techo de paja". Está clasificado por el Patrimonio inglés como Grado II*.
Los antiguos campos abiertos de la parroquia fueron cercados antes de 1771.
Hammoon House (lit. «Casa Hammoon») fue construida en los 1890s para ser usada como cabaña de cazador por el II vizconde Portman del cercano Bryanston. Es un ejemplo temprano del uso de concreto encofrado como material de construcción, aunque el exterior fue hecho para darle una apariencia de piedra. Ahora es una residencia privada.

## Geografía
La parroquia de Hammoon cubre un área de 690 acres (279,2 ha) a una altitud de 41 a 65 metros (134,5 a 213,3 pies). El punto más alto es en Kimmeridge clay en el sur.
Junto al río Stour en Hammoon Bridge (lit. «Puente Hammoon») hay un brazo muerto; se encuentra río arriba desde el puente, en el lado sur del río. Al lado del puente también se encuentra una sección de aforo que mide la corriente del río. Se abrió en 1968 y es operada por la Agencia de Medio Ambiente. El nivel del río generalmente vería entre 0,15 y 2,56 metros (0,5 y 8,4 pies). El nivel más alto que se ha registrado es de 3,38 metros (11,1 pies), que ocurrió el 24 de diciembre de 2013.